# 69 (posició sexual)

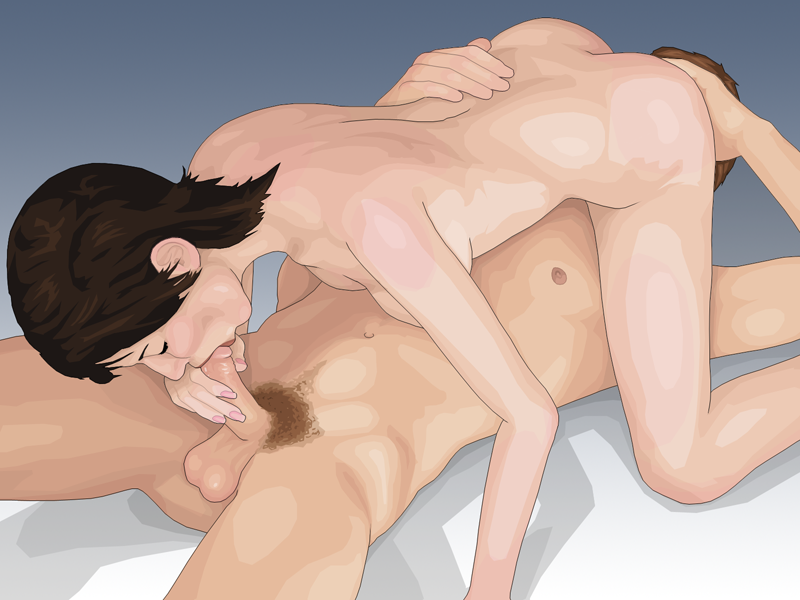
Dues persones es col·loquen de manera que quedin cadascuna amb el cap prop als genitals de l'altre, permetent així sexe oral simultani.

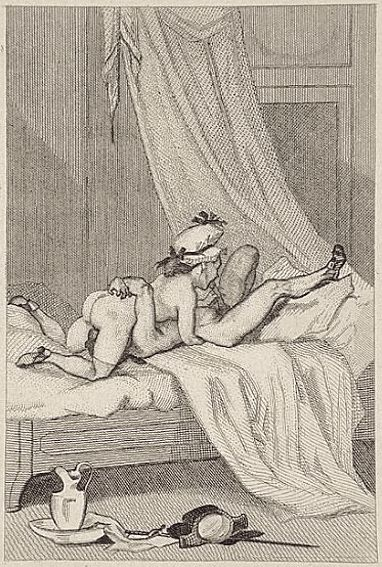
Gravat de Félicien Rops per Le Diable au Corps, 1865.

El 69 és una posició i activitat sexual. En aquesta posició, dues persones es col·loquen de manera que quedin cadascuna amb el cap prop als genitals de l'altre, permetent així sexe oral simultani. Aquesta posició es pot portar a terme amb dues persones de sexe diferent, així com del mateix sexe.

## Mètode
Es pot fer en ficar-se al llit, un damunt de l'altre, o també costat a costat. Una altra manera seria amb un agafant l'altre cap a baix. En aquesta posició, els genitals s'apropen de direccions oposades, aconseguint així una sensació diferent de la del sexe oral ordinari.
Com que les dues persones es troben sentit invers, es poden estimular oralment i manualment els òrgans genitals de l'altra persona. El nom es refereix a la característiques gràfiques dels caràcters aràbics, en els quals el nombre 6 equival a un 9 invertit.
En l'acte on participen una dona i un home, la dona sol escollir col·locar-se dalt per a controlar com d'endins entra el penis i evitar ofegar-se.
Una variació del 69 inclou penetració amb els dits de l'anus o vagina d'algun dels companys.
Aquesta posició té l'avantatge de permetre a ambdós participants experimentar estimulació sexual a la vegada. Pot ser que sigui incòmoda per a persones de diferents alçades.

## Salut
Les malalties de transmissió sexual, poden ser transmeses per aquest tipus de relació sexual. No obstant això, es considera generalment que el risc de transmissió dels virus de l'hepatitis o del virus de la immunodeficiència humana és molt menor que l'associada amb el sexe vaginal o anal.